# Ata tu arado a una estrella
Ata tu arado a una estrella es una película de Argentina filmada en colores dirigida por Carmen Guarini sobre su propio guion que se estrenó el 2 de agosto de 2018. La película se refiere a la vida del cineasta Fernando Birri y contiene, además de diversos testimonios, filmaciones realizados por Birri para una película que dejó inconclusa.

## Sinopsis
La película recupera contenidos de  una película que Birri había comenzado a rodar en 1997, a 30 años de la muerte del Che Guevara, mientras recorría América Latina con el propósito de revisitar su figura, además de redescubrir en distintos testimonios el significado y la vigencia de las utopías.
La película fue exhibida -fuera de concurso- en el Festival Internacional de Cine de Mar del Plata de 2017 en la sección Competencia Latinoamericana.

## Antecedentes
Cuando Birri regresó a la Argentina en 1997 para filmar una película sobre las utopías a 30 años de la muerte del Che Guevara,  Carmen Guarini filmó ese rodaje con la idea de hacer la película documental Compañero Birri, diario de una filmación, que quedó inconcluso y no pasó de un primer corte en 2001. En un reportaje explicó Guarini que en realidad quedó inconclusa porque empezaron a cruzarse otros trabajos, pero años después volvió a pensar en esa película y sintió la necesidad de terminarla, que era el momento para eso.

## Comentarios
La directora Carmen Guarini declaró en una entrevista:

”Birri era para mí una mítica figura lejana en el tiempo y en el espacio. Cuando comencé mi carrera de cine y fui descubriendo su rol como artista, como maestro, como librepensador, se fue gestando una curiosidad que se transformó en directa admiración cuando lo tuve frente a frente por primera vez. Conocerlo me hizo confirmar la luz que irradia sobre el cine latinoamericano y su lugar en el cine mundial”

Diego Batlle en el sitio otroscines.com opinó:

“La voz en off de Guarini y un intercambio de correos electrónicos sirven para ordenar esta película hecha desde la admiración a un maestro que -como bien refleja Ata tu arado a una estrella- dejó su impronta tanto en la Escuela Internacional de Cine y TV de San Antonio de los Baños de Cuba como en el Centro Sperimentale de Cinematografia de Roma. Un registro tan sencillo como emotivo. Y, sobre todo, merecido.”

## Reparto
Participaron del filme los siguientes intérpretes:
- Fernando Birri...	Él mismo
- Osvaldo Bayer...	Él mismo (filmaciones de archivo)
- Carmen Papio Birri...	Ella misma
- Teresa Díaz...	Ella misma
- León Ferrari...	Él mismo (filmaciones de archivo)
- Eduardo Galeano...	Él mismo (filmaciones de archivo)
- Ernesto Sabato...	Él mismo (filmaciones de archivo)
- Tanya Valette...	Ella misma